# Diabetesgalan
Diabetesgalan är en svensk TV-gala som direktsänts på Världsdiabetesdagen den 14 november under åren 2017, 2018 och 2019 på TV3. Pengarna som samlas via Diabetesgalan-kampanjen går oavkortat till Diabetesfonden.

## 2017
Medverkande: 
Programledare Peter Jihde

Artister: Molly Sandén, Jon Henrik Fjällgren, Paul Rey och danskollektivet Sugar Collective.

## 2018
Medverkande: 
Programledare Peter Jihde och Molly Sandén

Artister: Tomas Andersson Wij, Felix Sandman & Rhys, Molly Sandén, Lasse Stefanz, Gladys del Pilar.

## 2019
Medverkande: 
Programledare Peter Jihde, Molly Sandén och Isabel Adrian.

Artister: Bo Kaspers Orkester, Wiktoria & Mattias Andréasson, Eric Saade & Anis Don Demina, Molly Sandén.